# Wilhelm Schramm (Grafiker)

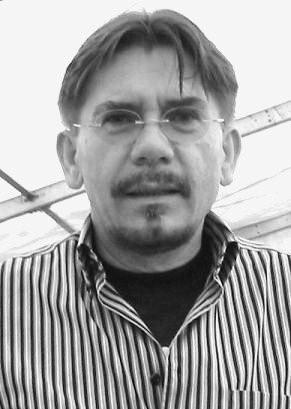
Wilhelm Schramm

Wilhelm Schramm (* 21. März 1952 in Kaltenbrunn/Itzgrund) ist ein deutscher, in Österreich lebender Designer, Grafiker, Maler und Büchermacher.

## Leben
Wilhelm Schramm studierte von 1973 bis 1977 Textil-Design an der Fachhochschule Coburg/Münchberg. Er gründete mit Werner Götz und Hubertus Hess die Gruppe Farbkasten und betrieb seine erste Galerie Mitte der 70er Jahre in Coburg. Seit 1975 arbeitet er mit  Autoren zusammen.
Nach dem Abschluss seines Studiums arbeitete er als Designer. Er zog nach Bludenz in Österreich. 1989 gründete er mit dem Druckereibesitzer Bertram Frei den Verlag FREIPRESSE und verlegt seitdem Bücher mit Originalgrafik (Hoch-, Flach- und Tiefdruck) und Texten lebender Autoren.
Schramm ist Mitglied von XYLON Österreich, Internationale Vereinigung für den künstlerischen Hochdruck und der International Association of Hand Papermakers and Paper Artists.

## Arbeitsschwerpunkte
Die Grafik spielt im Werke von Wilhelm Schramm die tragende Rolle. Umsetzungen von Texten zu Bildern sind der Schwerpunkt der kreativen Auseinandersetzungen. Dabei spielen vor allem die verschiedenen  Drucktechniken eine wichtige Rolle.
Seit 1973 beschäftigt er sich intensiv mit der Mail Art. Seit 2003 konstante Mail Art Projekte, die als Bücher veröffentlicht werden.

## Auszeichnungen
- 1988 Kunstpreis der ASU/BJU Oberfranken
- 1994 Wien, Albertina Koschatzky-Preis, Würdigung – Buch
- 1994 Aufenthalt im Atelier Lucas Cranach, Wittenberg